# Производство кофе на Филиппинах
Производство кофе на Филиппинах составляет всего лишь 0,012 % от всего мирового производства кофе, хотя в 1880 году это государство было четвертым по величине производителем кофе. Большая часть кофе, произрастает в горных районах Батангас, Букиднон, Бенгет, Кавите, Калинга, Apayao, Давао, и Клавария.

## История
Первое кофейное дерево было завезено на Филиппины в 1740 году испанскими монахами-францисканцами. Оттуда кофе распространилось в другие регионы страны. К 1880 году Филиппины занимали четвертое место в мире по количеству собираемого кофе, а когда болезни кофейных деревьев
паразили плантации Бразилии, Африки и Явы, Филиппины стали единственным источником кофейных зерен в мире.
Расцвет кофейной промышленности продолжался до 1889 года, до момента поражения кофейных плантаций болезнями. В сочетании с насекомыми-вредителями эти болезни уничтожили почти все посадки кофе в Батангасе. Батангас был на тот момент крупнейшим производителем кофе в стране. В течение двух лет производство кофе сократилось до 1/6 от его первоначального производства. К тому времени Бразилия восстановила свои позиции ведущего мирового производителя кофе. Это был не конец кофейной промышленности, но многие фермеры перешли к другим культурам, что привело к сокращению кофейных плантаций.
В 1950 году правительство Филиппин с помощью американцев доставило на острова более устойчивые сорта кофе. Кроме того, благодаря распространению растворимого кофе увеличивался спрос на бобы. И к 1960 году, благодаря благоприятной рыночной конъюнктуре, многие фермеры вернулись к выращиванию кофе.

## Современное состояние
На 2011 год производство кофе достигло 30 000 тонн в год. В основном на Филиппинах выращивают 4 сорта кофе: арабику, эксцельсу, робусту и либерику.
Существуют планы по увеличению производства кофе. Условия для увеличения производства создаст правительство Филиппин в сотрудничестве с корпорацией «Nestlé» и двумя крупными банками. Кофейные плантации по плану должны занять 200 000 гектар. Основным покупателем производимого на Филиппинах кофе будет являться компания «Nestlé», она будет закупать около 80 % всего производимого в стране кофе.